# یادبود ملی دهانه آتشفشان سانست

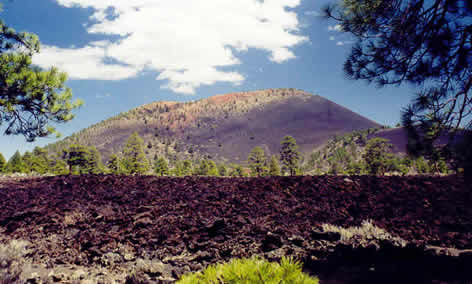

یادبود ملی دهانه آتشفشان سانست (Sunset Crater Volcano National Monument) یک پارک ملی در ایالت آریزونا در آمریکا است.
این پارک ملی ۱۳ کیلومتر مربع مساحت دارد.